# December 2009
Dit artikel geeft een chronologisch overzicht van belangrijke gebeurtenissen per dag in de maand december van het jaar 2009.

## Gebeurtenissen

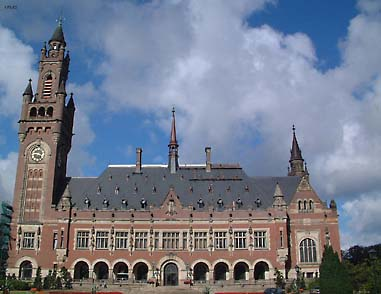
Zetel van het Internationaal Gerechtshof

### 1 december
- De Nederlandse zanger Ramses Shaffy overlijdt op 76-jarige leeftijd aan slokdarmkanker.
- Imelda Marcos, de vrouw van voormalig Filipijns president Ferdinand Marcos, gaat bij de verkiezingen van 2010 proberen om opnieuw in het Huis van Afgevaardigden gekozen te worden. Bij winst volgt ze haar zoon Ferdinand Marcos jr. op, die zelf deel zal nemen aan de verkiezingen voor de Filipijnse Senaat.
- De Amerikaanse president Barack Obama kondigt aan dat hij de komende zes maanden 30 000 extra Amerikaanse troepen naar Afghanistan zal sturen.
- Voor het Internationaal Gerechtshof in Den Haag begint de zitting over de onafhankelijkheid van Kosovo. Op vraag van Servië onderzoekt het of de onafhankelijkheid wel volgens de internationale regels is verlopen.
- President Jacob Zuma van Zuid-Afrika maakt bekend dat alle baby's van minder dan een jaar oud die besmet zijn met het hiv zullen worden behandeld tegen het virus. Ook krijgen vrouwen eerder in de zwangerschap medische zorg om overdracht aan het kind te voorkomen.
- De Belgische ruimtevaarder Frank De Winne keert na een verblijf van zes maanden in het internationale ruimtestation ISS terug op Aarde.
- Het Verdrag van Lissabon treedt in werking. De Europese Unie gaat een nieuwe fase in.

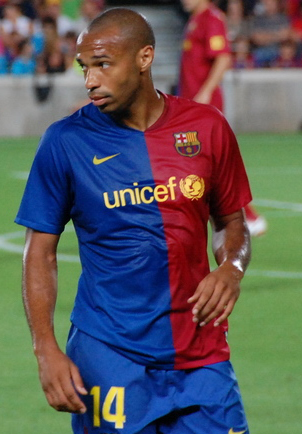
Thierry Henry

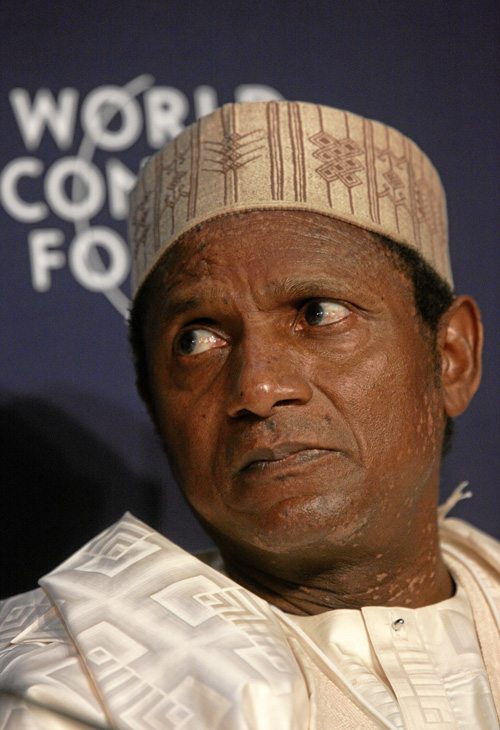
Umaru Yar'Adua

### 2 december
- Google gaat de gratis toegang tot nieuws van anderen via zijn portaal Google News beperken. Het bedrijf komt daarmee uitgevers tegemoet die klagen dat Google verdient aan artikelen die het niet zelf heeft geproduceerd.
- FIFA, de internationale organisatie voor voetbal, besluit na een spoedzitting om het controversiële handspel van Thierry Henry tijdens de interland tussen Frankrijk en Ierland, toch te onderzoeken. FIFA-voorzitter Sepp Blatter maakt eveneens bekend dat het experiment met vijf scheidsrechters volgend seizoen zal worden voortgezet in de Europa League.
- Indonesië verbiedt de Australische film Balibo, die het verhaal vertelt van de Balibo Five, een groep journalisten die vermoord werden tijdens de Indonesische invasie in Oost-Timor in 1975.
- Ruim vijftig publieke figuren eisen het aftreden van de Nigeriaanse president Umaru Yar'Adua, omdat zijn gezondheid het volgens hen niet toelaat om te regeren.
- De islamitische groep van de Tsjetsjeense rebellenleider Dokka Oemarov eist de bomaanslag op een trein van de Nevski Express in Rusland van 27 november 2009 op.
- Het proces tegen John Demjanjuk, die ervan verdacht wordt tijdens de Tweede Wereldoorlog als bewaker van het concentratiekamp Sobibór medeplichtig te zijn geweest aan de moord op bijna 28 000 joden, wordt opgeschort, omdat de beklaagde koorts heeft.
- De vijf Britse zeilers, die op 25 december 2009 door de Iraanse marine waren opgepakt omdat ze illegaal Iran waren binnengedrongen, worden door de Iraanse Revolutionaire Garde vrijgelaten.
- Serveerster Jaimee Grubbs levert aan verslaggevers het bewijs dat ze een affaire had met golflegende Tiger Woods.
- De Nederlandse marine pakt 13 Somalische piraten op. Ze bevrijden eveneens 2 Tanzaniaanse vissers, die ook aan boord van het schip waren.

### 3 december
- Uit cijfers van het bedrijf ETRI blijkt dat meer dan een kwart van de Belgische alcoholcontroles overdag plaatsvinden. Controleren tijdens de kantooruren is immers goedkoper.
- Vier Nigeriaanse boeren voeren in Den Haag een rechtszaak tegen Shell, nadat hun akkers en vijvers zijn vervuild door olie uit lekkende Shell-pijpleidingen.
- Een Chinese rechter heeft vijf mensen ter dood veroordeeld voor hun betrokkenheid bij de rellen, die in juli plaatsvonden in Ürümqi.
- Indiase activisten herdenken de giframp in Bhopal waarbij exact 25 jaar eerder 3787 mensen omkwamen.
- Bij een bomaanslag in het Shano Hotel in Mogadishu, waar net een diploma-uitreiking voor geneeskundestudenten bezig was, komen 3 Somalische ministers en nog minstens 19 andere mensen om het leven.
- Drie Iraanse pelgrims komen om, nadat hun bus ontplofte bij een tankstation in de Syrische hoofdstad Damascus.

Vlag van de NAVO

### 4 december
- Een ontploffing in een nachtclub in de Russische stad Perm, veroorzaakt door vuurwerk, eist meer dan honderd doden.
- Huidig president Hifikepunye Pohamba (SWAPO) wint met 75,3 % van de stemmen de presidentsverkiezingen in Namibië. Zijn voornaamste tegenstander, Hidipo Hamutenya van de RDP, haalt 10,9 % van de stemmen.
- Amerikaanse mariniers en Afghaanse troepen starten met Operatie Cobra's Anger in het noorden van de provincie Helmand.
- Bij een brand in een nachtclub in Medan, de hoofdstad van de Indonesische provincie Noord-Sumatra, komen minstens 20 mensen om.
- In Egypte zijn minstens 50 mensen vermist, nadat twee ferry's tegen elkaar botsten op de Nijl in de buurt van Rosetta.
- Twee Rwandese soldaten worden gedood tijdens een vredesmissie in Darfur.
- De Amerikaanse studente Amanda Knox, haar Italiaanse ex-vriend Raffaele Sollecito en de Ivoriaan Rudy Guede worden schuldig bevonden voor de moord op de medestudente Meredith Kercher. De moord vond in 2007 in Perugia plaats. Knox wordt veroordeeld tot 26 jaar gevangenisstraf, Sollecito tot 25 jaar en Guede tot 16 jaar. Knox en Sollecito zijn in oktober 2011 na een hoger beroep vrijgesproken en vrijgelaten, maar in een nieuw proces werd Knox in 2014 veroordeeld tot 28,5 jaar gevangenisstraf en Sollecito opnieuw tot 25 jaar. In maart 2015 verklaarde het Hof van Cassatie in Italië de veroordelingen van Knox en Sollecito nietig en ontsloeg ze definitief van rechtsvervolging. Guede werd onherroepelijk veroordeeld.
- De Noord-Atlantische Verdragsorganisatie kondigt aan dat 25 lidstaten in totaal nog eens 7000 militairen naar Afghanistan zullen sturen in kader van het International Security Assistance Force. Dit is in navolging van de eerder aangekondigde 30 000 extra Amerikaanse en 500 Britse troepen.
- De definitieve loting voor het wereldkampioenschap voetbal in 2010 vindt plaats in Kaapstad, Zuid-Afrika. Het Cape Town International Convention Centre, de plaats waar de loting plaatsvindt, wordt afgesloten na twee bommeldingen.

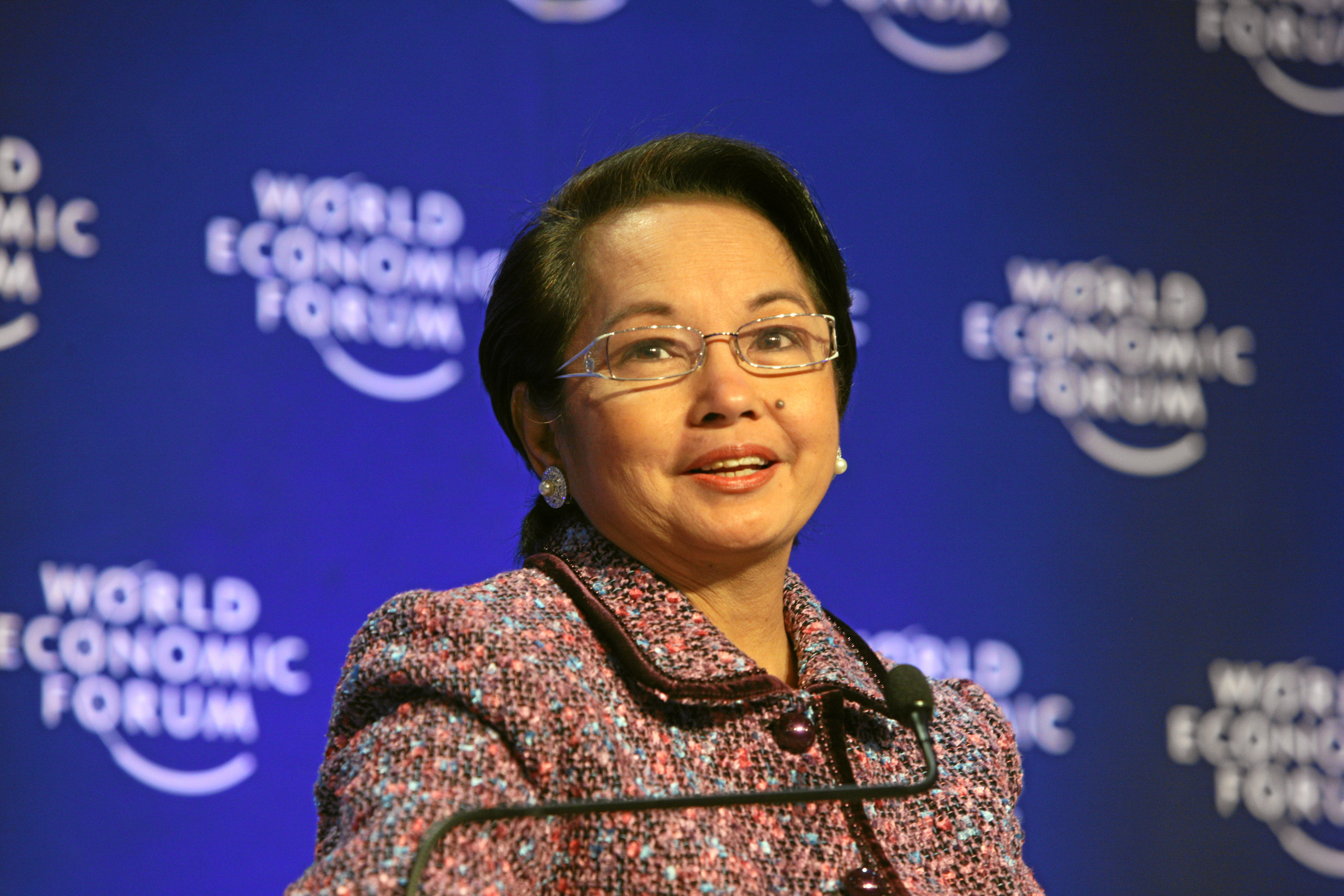
Gloria Macapagal-Arroyo

### 5 december
- De Filipijnse president Gloria Macapagal-Arroyo kondigt de staat van beleg af in de provincie Maguindanao. Het is voor het eerst sinds de periode-Marcos dat dit gebeurt.
- Ronald Koeman wordt ontslagen als trainer van AZ.

### 6 december
- Bij de tweede ronde van de presidentsverkiezingen in Roemenië heeft de zittende president Traian Băsescu met miniem verschil gewonnen van Mircea Geoana. Hij haalde 50,37% van de stemmen.

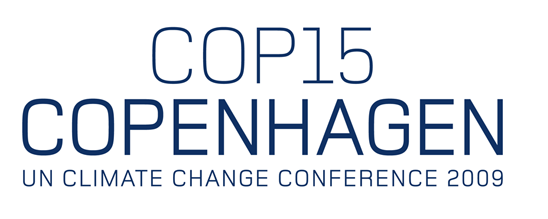
Logo van klimaatconferentie COP15

### 7 december
- In Kopenhagen begint de 15e editie van de conferentie over het klimaatverdrag. Er zal getracht worden tot afspraken te komen om de klimaatverandering in de hand te houden, als opvolging van het Kyoto-protocol.
- In Iran reageren de ordetroepen hard op het studentenprotest ter gelegenheid van de Dag van de Student.
- Bij een dubbele bomaanslag op een markt in Lahore vallen minimaal 49 doden en raken zeker 150 mensen gewond.
- Achmed Baâdoud wint de lijsttrekkersverkiezingen binnen de PvdA voor het nieuwe stadsdeel Amsterdam Nieuw-West van Ahmed Marcouch. Deze laatste kon rekenen op de steun van de hele partijtop.

### 8 december
- Bij vijf aanslagen met autobommen in de Iraakse hoofdstad Bagdad, voornamelijk gericht tegen overheidsgebouwen, komen meer dan 100 mensen om en raken honderden gewond.

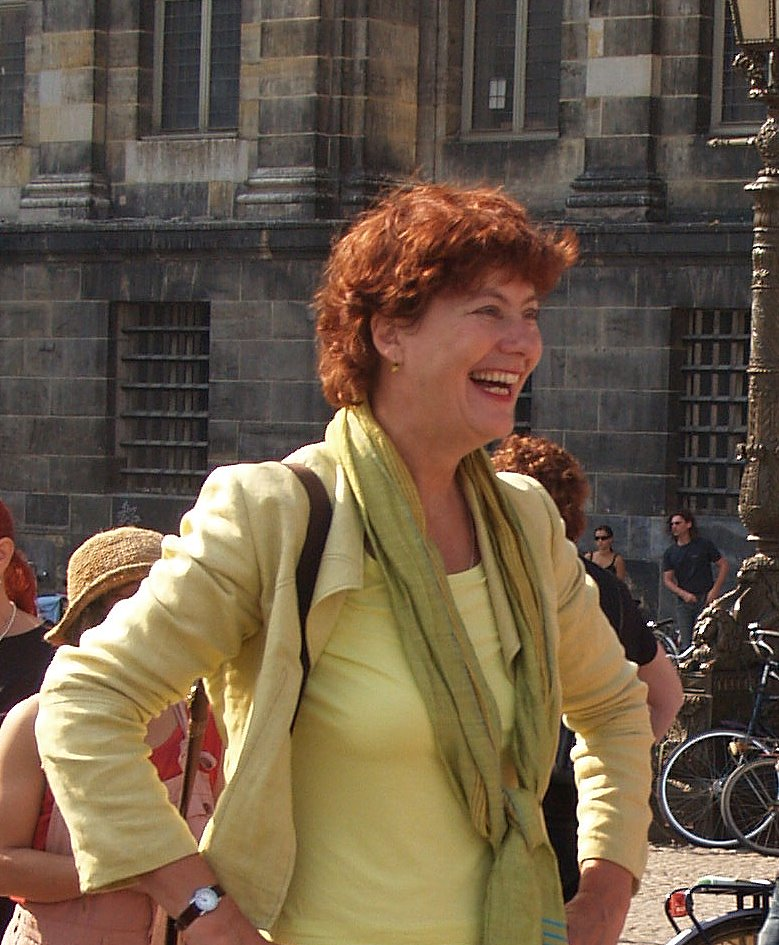
Marijke Vos

### 9 december
- Het Instituut voor Veiligheids- en Crisismanagement (COT) publiceert de conclusies van haar onderzoek naar de strandrellen in Hoek van Holland.
- Milieuwethouder Marijke Vos doopt de brandstofcelboot Nemo H2, een nulemissie-rondvaartboot voor op de Amsterdamse grachten.

### 11 december
- In Sevilla vindt de eerste testvlucht plaats van de met veel uitstel ontwikkelde Airbus A400M.
- De ontdekking van Tawa, een soort theropode dinosauriër die tijdens het late Trias leefde, wordt bekendgemaakt.

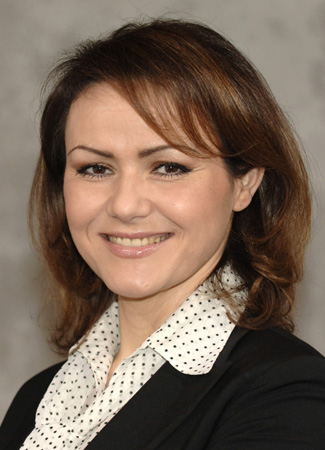
Nebahat Albayrak

### 12 december
- De Nederlandse staatssecretaris van Justitie Nebahat Albayrak laat weten dat het kabinet het aantal asielzoekers gaat verminderen door ze niet langer groepsgewijs bescherming te bieden. Dit gebeurt nu nog met asielzoekers uit Ivoorkust en (delen van) Soedan.
- Politiek nieuwkomer Alexander De Croo wint de voorzittersverkiezingen van de Vlaamse regeringspartij Open Vld.
- De Vlaamse Milieumaatschappij stelt vast dat het afvalwater van Brussel sinds 8 december ongezuiverd in de Zenne, de Rupel en de Schelde geloosd wordt. Dat komt doordat het zuiveringsstation van Brussel-Noord is stilgelegd.
- Wereldwijd wordt betoogd naar aanleiding van de Klimaattop in Kopenhagen. Tienduizenden demonstranten betogen in Kopenhagen zelf voor een ambitieus klimaatakkoord.

### 13 december
- De Italiaanse premier Silvio Berlusconi raakt in Milaan gewond nadat hij is aangevallen door een man met een souvenirbeeldje.

### 14 december
- De P.C. Hooft-prijs wordt toegekend aan schrijfster Charlotte Mutsaers.

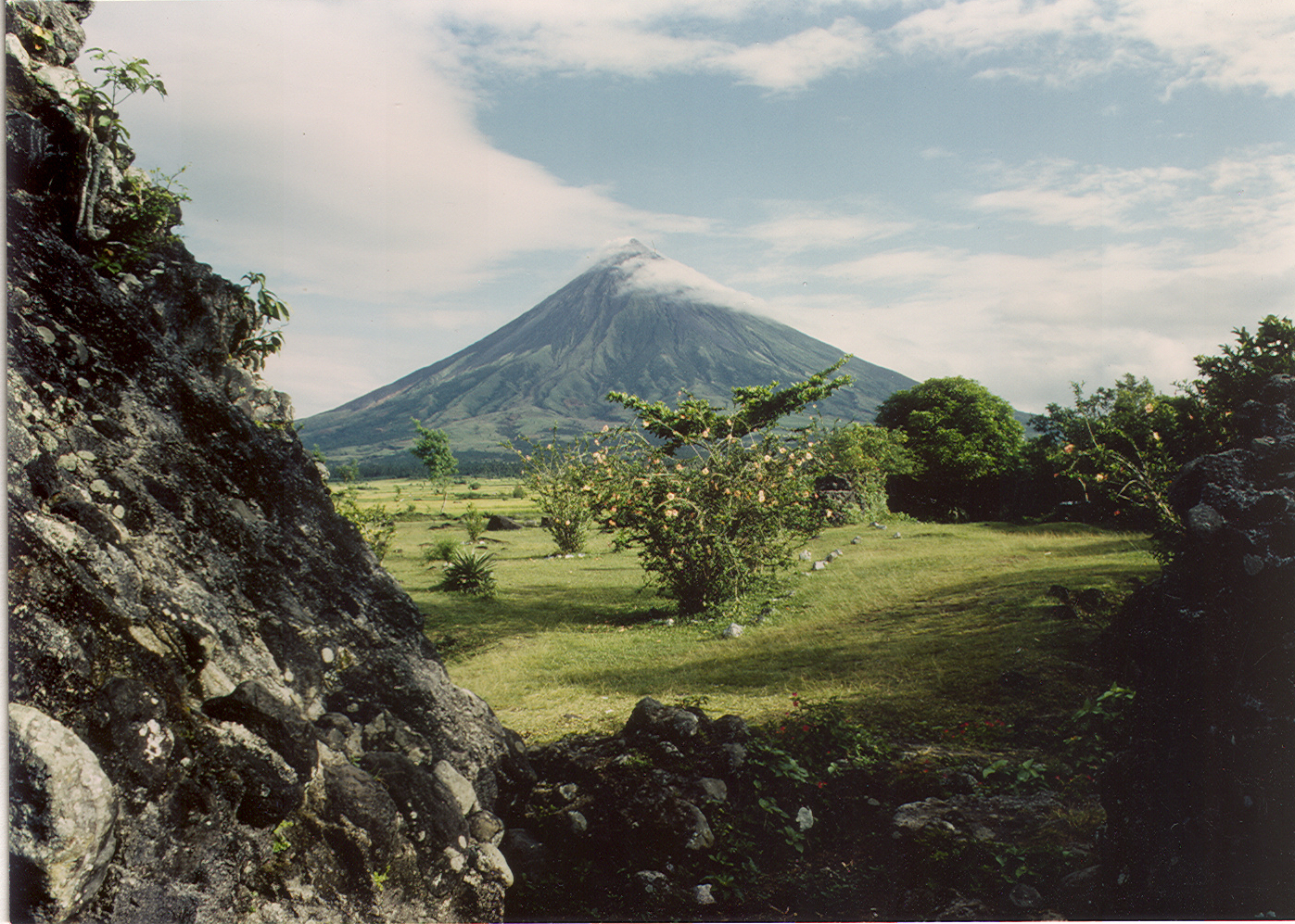
De Mayon-vulkaan

### 15 december
- Nauru erkent de onafhankelijkheid van Abchazië en Zuid-Ossetië.
- Vanwege een dreigende uitbarsting van de vulkaan Mayon worden in de Filipijnen 50.000 mensen geëvacueerd.
- De gemeente Amsterdam had in 2002 niet het groene licht mogen geven om de Noord/Zuidlijn aan te leggen. Dat concludeert de enquêtecommissie in een rapport over hoe de aanleg van de nieuwe metroverbinding zo uit de hand kon lopen.
- In Seattle vindt de eerste vlucht plaats van de Boeing 787 Dreamliner.

### 16 december
- Het Nederlandse ministerie van Landbouw deelt mee dat op geiten- en schapenbedrijven waar de Q-koorts heerst vanaf 21 december alle drachtige en mannelijke dieren zullen worden gedood.

### 17 december
- Vierduizend EU-ambtenaren leggen het werk neer om te protesteren tegen het mogelijk schrappen van een toegezegde loonsverhoging. Veel EU-landen vinden een loonsverhoging een slecht signaal in tijden van crisis.
- Griekenland krijgt voor de tweede keer in korte tijd een lagere waardering van een kredietbeoordelaar. Aanleiding is de grote staatsschuld waar het land mee kampt.
- Door hevige sneeuwval in België en Nederland vallen er veel treindiensten uit en zijn er lange files.
- De regering van Jemen laat weten dat bij drie gelijktijdige operaties in drie steden 34 leden van Al Qaida zijn gedood en 17 anderen zijn gevangengenomen.

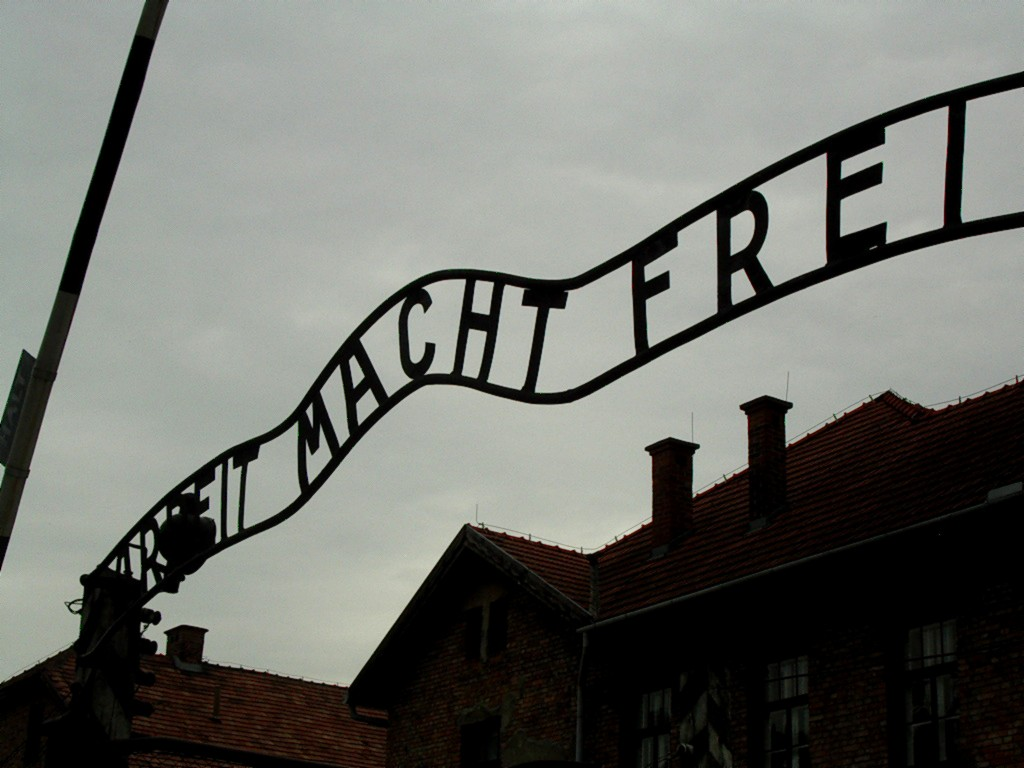
Poort van Auschwitz in 2005

### 18 december
- Het bord met de leus Arbeit macht frei in de poort van concentratiekamp Auschwitz wordt gestolen. Enkele dagen later wordt het opschrift, in drie stukken gezaagd, weer teruggevonden.
- De klimaattop in Kopenhagen wordt afgesloten met het akkoord van Kopenhagen.

### 19 december
- NRC Media, eigenaar van NRC Handelsblad en nrc.next, komt in handen van televisiezender Het Gesprek en investeringsmaatschappij Egeria.
- FC Barcelona wint het Wereldkampioenschap voetbal voor clubs 2009 door in de finale het Argentijnse Estudiantes de La Plata te verslaan.

### 20 december
- De 14-jarige solozeilster Laura Dekker wordt door de politie op Sint Maarten aangetroffen. Twee dagen eerder was ze door haar ouders opgegeven als vermist.

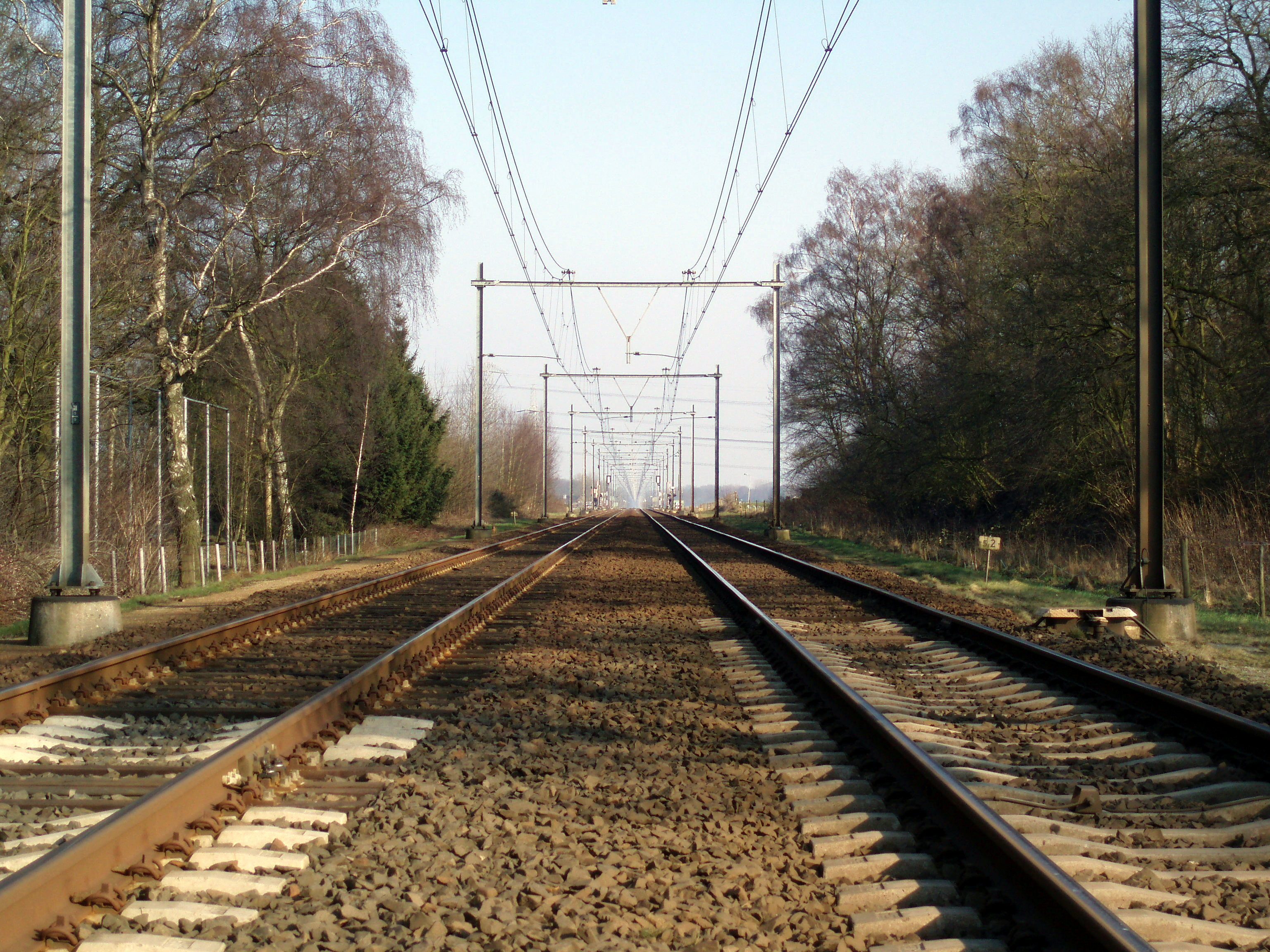
Spoorlijn in Nederland

### 22 december
- ProRail, het bedrijf dat in Nederland het spoor onderhoudt, erkent dat het de problemen die zijn ontstaan door de sneeuwval heeft onderschat. De afgelopen dagen viel een extreem hoog aantal treinen uit door sneeuwval.

### 24 december
- Paus Benedictus XVI wordt tijdens de kerstdienst op het Sint-Pietersplein in Rome aangevallen door een vrouw uit het publiek. Hij valt, maar wordt niet gewond en kan de mis voortzetten. Kardinaal Roger Etchegaray breekt bij het incident een heup.

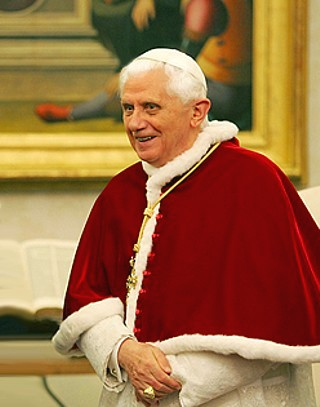
Paus Benedictus XVI

### 25 december
- Een Nigeriaanse passagier probeert Northwest Airlines-vlucht 253 van Amsterdam naar Detroit op te blazen, maar dit mislukt.

### 26 december
- Na de moord op een inwoner van de Surinaamse plaats Albina door een Braziliaanse goudzoeker breken rellen uit tussen de lokale Marronbevolking en de Braziliaanse en Chinese gemeenschap.
- Het KNMI meldt dat Nederland voor het eerst sinds 1981 weer een witte kerst beleefd heeft.
- Bij conflicten tussen demonstranten van de oppositie en politie komen in Teheran zeker acht demonstranten om het leven.
- De eerste trein vertrekt op de Chinese hogesnelheidslijn Wuhan-Guangzhou, de treinverbinding met de hoogste gemiddelde snelheid ter wereld.

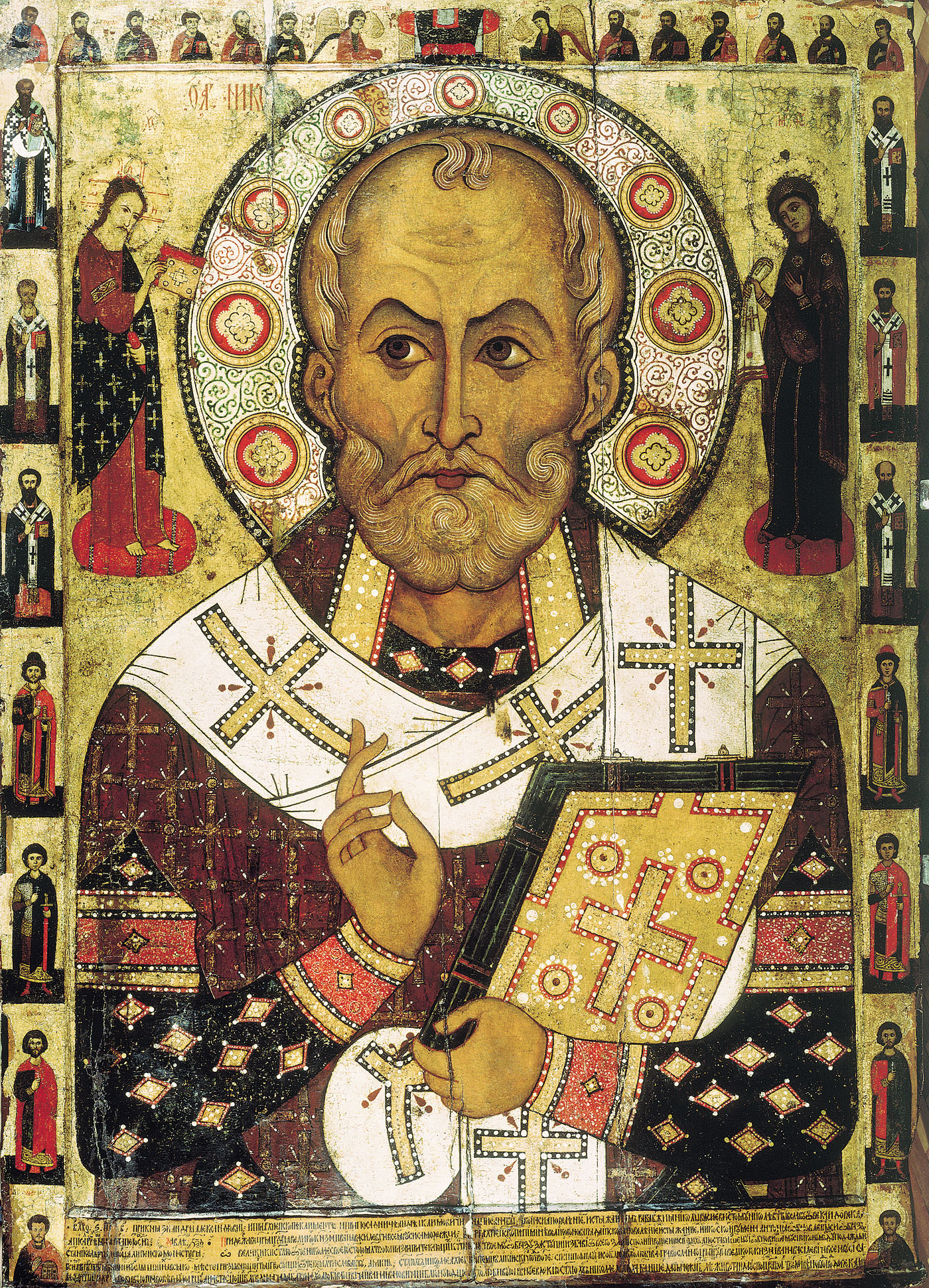
Nicolaas van Myra

### 29 december
- De Turkse Minister van Cultuur, Ertuğrul Günay, kondigt aan dat zijn land de relieken van Nicolaas van Myra terug gaat vragen van Italië.

### 30 december
- De Nederlandse Minister van Binnenlandse Zaken, Guusje ter Horst, maakt bekend dat op Schiphol securityscans ingezet zullen worden op vluchten naar de Verenigde Staten.

### 31 december
- Een 43-jarige man schiet minstens vier personen neer in een winkelcentrum in het Finse Espoo, nadat hij eerder al zijn ex-vrouw heeft vermoord. Nadien pleegt hij zelfmoord.
- Nederlandse zwartspaarders hebben dit jaar bijna 2 miljard euro aangegeven bij de Belastingdienst via de zogeheten inkeerregeling. Vanaf nu krijgen zwartspaarders bij ontdekking te maken met fors hogere boetes.
- Martijn Nuijens en Jolanda Keizer worden beiden uitgeroepen tot KNAU-atleet van het jaar 2009.
- De enige kerncentrale van Litouwen wordt op oudjaarsavond om 23.00 uur buiten gebruik gesteld.

<< · januari · februari · maart · april · mei · juni · juli · augustus · september · oktober · november · december · >>